# 有馬龍夫
有馬 龍夫（ありま たつお、1933年6月13日 - ）は、日本の外交官。元日本国政府代表で、外務省北米局長、内閣外政審議室長、駐ドイツ特命全権大使、早稲田大学教授、中東調査会理事長を歴任。次男の有馬裕も外交官で、外務省大臣官房審議官及びサイバーセキュリティ政策担当大使である。

## 経歴
北海道札幌市生まれ。1950年、成蹊中学校卒業。成蹊高等学校在学中に、米国セント・ポールズ・スクールへ留学。1957年、ハーバード大学政治学部卒業。ハーバード大学大学院に進み、博士号取得、同大講師となる。1962年、外務省入省。北米局長、内閣外政審議室長、駐オランダ大使、駐ドイツ大使などを歴任。1997年、同省参与。1998年4月から2004年3月にかけ、早稲田大学政治経済学部教授。1998年8月から2008年12月にかけ、日本国政府代表。2002年6月、中東和平問題担当特使。同年12月、中東調査会理事長就任。2017年6月同退任。日本国際フォーラム参与、政策委員。2008年11月、瑞宝大綬章を受章。